# Баргузинский заповедник
Баргузи́нский госуда́рственный приро́дный биосфе́рный запове́дник — заповедник в Бурятии, на территории Северо-Байкальского района. Исторический центр — Давша; с 2012 года управление заповедником располагается в посёлке Усть-Баргузин.

## История заповедника
Баргузинский заповедник является старейшим заповедником России. Назван по Баргузинскому уезду Забайкальской области, на территории которого был создан 29 декабря 1916 (11 января 1917) как Баргузинский соболиный заповедник для сохранения и увеличения численности соболя. На момент создания насчитывалось всего 20—30 особей соболя, в настоящее время — 1—2 особи на 1 км². Это единственный государственный заповедник страны, учрежденный до революции 1917 года.
С середины 1930-х годов, выполнив целевую программу по соболю, перешёл в разряд комплексных заповедников.
2 декабря 1966 года за заслуги в изучении, сохранении и увеличении численности баргузинского соболя заповедник был награждён Почётной грамотой Главного управления охотничьего хозяйства и заповедников при Совете министров РСФСР.
С 1986 года входит в число биосферных резерватов ЮНЕСКО. В 1996 году территория заповедника полностью вошла в состав объекта Всемирного природного наследия ЮНЕСКО «Озеро Байкал».
Начиная с 1997 года день образования Баргузинского заповедника отмечается в Российской Федерации как День заповедников и национальных парков.
В сентябре 2011 года вышел приказ МПРиЭ РФ об образовании на базе Баргузинского заповедника и Забайкальского национального парка Федерального государственного бюджетного учреждения «Объединённая дирекция Баргузинского заповедника и Забайкальского национального парка» или ФГБУ «Заповедное Подлеморье», включающее эти две природоохранные территории и государственный Фролихинский заказник.

## Флора и фауна
В заповеднике сохраняются все природные комплексы, где обитают лось, кабарга, заяц-беляк, бурый медведь, бурозубки, черношапочный сурок, — всего 41 вид млекопитающих. В водах заповедника встречаются байкальский омуль, сиг, осётр, хариус, таймень и другие виды рыб.

### Животные заповедника
Фауна Баргузинского заповедника довольно разнообразна. Животные, обитающие на его территориях, относятся к жителям восточно-сибирского таёжного комплекса.
Из млекопитающих постоянными обитателями заповедника являются лесные животные, среди которых можно встретить: соболя, белку-летягу, колонка, кабаргу, изюбря и косулю. Также здесь встречаются обитатели горно-тундровых территорий — алтайские пищухи, большеухие полевки, черношапочные сурки и северные олени. Из голарктических видов основными обитателями Баргузинского заповедника являются: волк, лисица, росомаха, рысь, бурый медведь, лось, заяц беляк, экономка и красная полевка.
Мир амфибий и рептилий в Баргузинском заповеднике довольно мал. Из его представителей встречаются лишь остромордая и сибирская лягушки и сибирский углозуб. Из пресмыкающихся здесь обитает обыкновенный щитомордник, обыкновенная гадюка, узорчатый полоз, обыкновенный уж и живородящая ящерица.
Ихтиофауна Баргузинского заповедника малоизучена. Общее число водных особей составляет около 50 видов и лишь 11 из них являются постоянными обитателями внутренних водоемов заповедника.
Весной в воды рек заходит чёрный хариус, ленок и таймень. В Кудалдинском озере обитают соровые виды рыб: щуки, окуни, налимы, плотва, язи и гольяны. Прибрежные районы Байкала пригодны для жизни омуля, сига и байкальского осетра. В более глубоких водах Байкала встречаются байкальские бычки и уникальные голомянки.

### Растения заповедника
Флора Баргузинского заповедника очень разнообразна. Здесь насчитывается 877 видов сосудистых растений, 212 видов лишайников, около 170 видов грибов, более 145 видов мхов и свыше 1215 видов водорослей.
Подмаренник трехцветковый, гроздовник ланцетовидный и болотный, ужовник обыкновенный — это растения, пережившие времена оледенения и растущие на территории заповедника и сегодня. Наряду с ними здесь произрастают растения, появившиеся после оледенения — мятлик Смирнова, астрагал трёхграноплодный и черноплодник щетинистый.
На берегу Байкала растут кедровые стланики, багульник, брусника и другие кустарники, предпочитающие влажный климат. Здесь же встречаются некоторые виды альпийской растительности: кипрей широколистный, круглолистные и тощие берёзки, смородина душистая, плауны, лишайники.
Западные склоны Баргузинского хребта представлены тремя типами растительных поясов — лесным, субальпийским и альпийским.
В лесном поясе возрастают лиственные леса и редколесья, в которых встречаются кедровые стланики, пихтарники и сосны. Чуть выше расположились смешанные, темнохвойные-светлохвойные леса, а верхний ярус лесного пояса состоит только из темнохвойных лесов.
Субальпийский пояс заповедника состоит из пихтово-берёзовых зон, пихтарников и берёз, кедровых стланцев и ёрников. Для верхней части этого пояса характерны каменные россыпи и скалы, среди которых встречаются кедровые стланики и золистый рододендрон, пихты, ели, берёзы и различные виды лишайников.
Южная граница заповедника находится в прибрежной зоне, поэтому основной растительностью здесь являются пихты и кедры. Прибрежные территории покрыты черемшой и зарослями ивняков. А растительный покров состоит из душистых колосков, лишайников, толстореберников, овсяниц овечьих, бадана, плауна алтайского, ветрениц сибирских и фиалок алтайских.

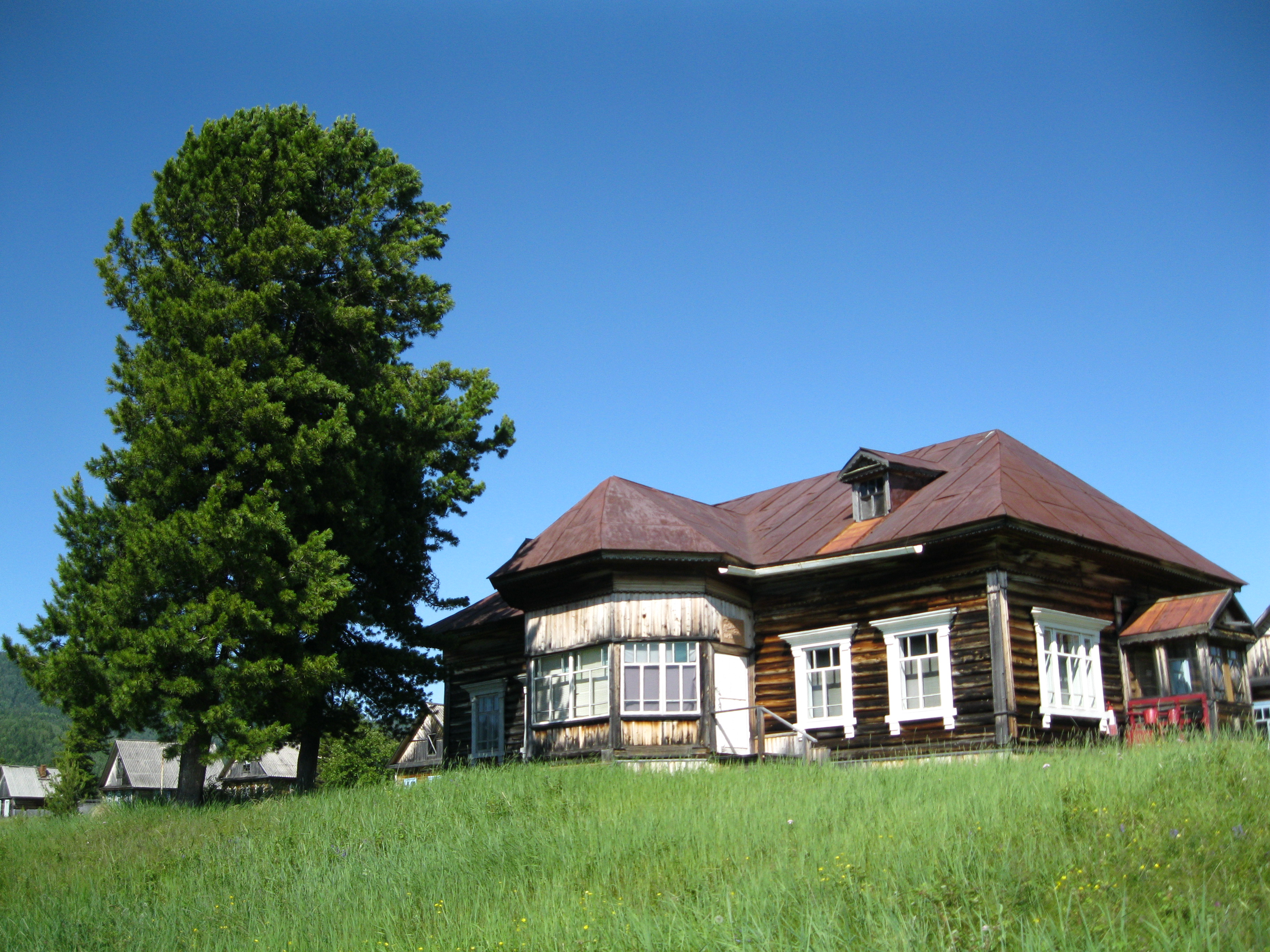
Музей природы

## Красная книга
Многие растения и животные Баргузинского заповедника находятся на грани исчезновения. Особо охраняемыми представителями позвоночных на территории Бурятии являются 49 видов, из них 18 видов занесены в Красную книгу России. В заповеднике охраняются дрофы, скопы, беркуты, орланы-белохвосты, лесные северные олени, таймени. Также в Красную книгу Бурятии занесены алтайский крот, речная выдра, сибирский горный козёл, манул и др.
Мир растений также включает редкие и исчезающие виды: сверцию байкальскую, ветреницу алтайскую, родиолу розовую, рябчик дагана, кипрей горный, теллею водную и ещё большое количество растений и грибов.

## География

### Реки
- Большая
- Бударман (приток Сосновки)
- Громотуха
- Давша
- Езовка
- Кабанья
- Керма
- Кудалды
- Кудалкан
- Нижняя Зародная
- Одорченка
- Сосновка (Левая Сосновка, Правая Сосновка)
- Таламуш
- Таркулик (Тартулик)
- Тошольго
- Улур (приток Кабаньей)
- Урбикан
- Шумилиха
- Южный Биракан

### Мысы
- Валукан (Зырянский)
- Кабаний
- Немнянда
- Понгонье (Погони)
- Урбикан
- Чёрный

### Заливы
- Давша
- Сосновка
- Якшакан
- Туркукит
- Иринда

### Озёра
- Лосиное (озеро)
- Карасёвое (озеро)

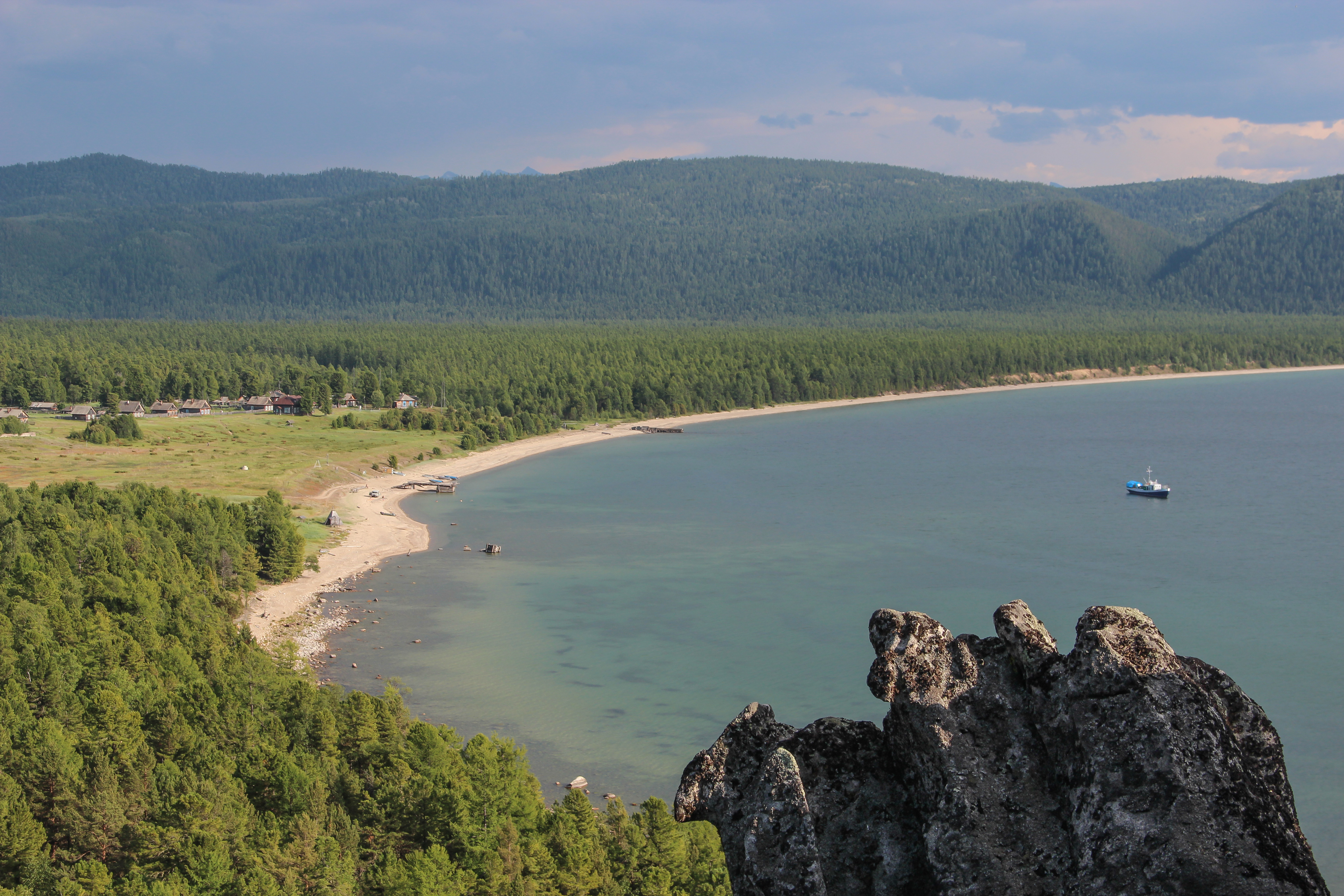
Давша, мыс Немнянда
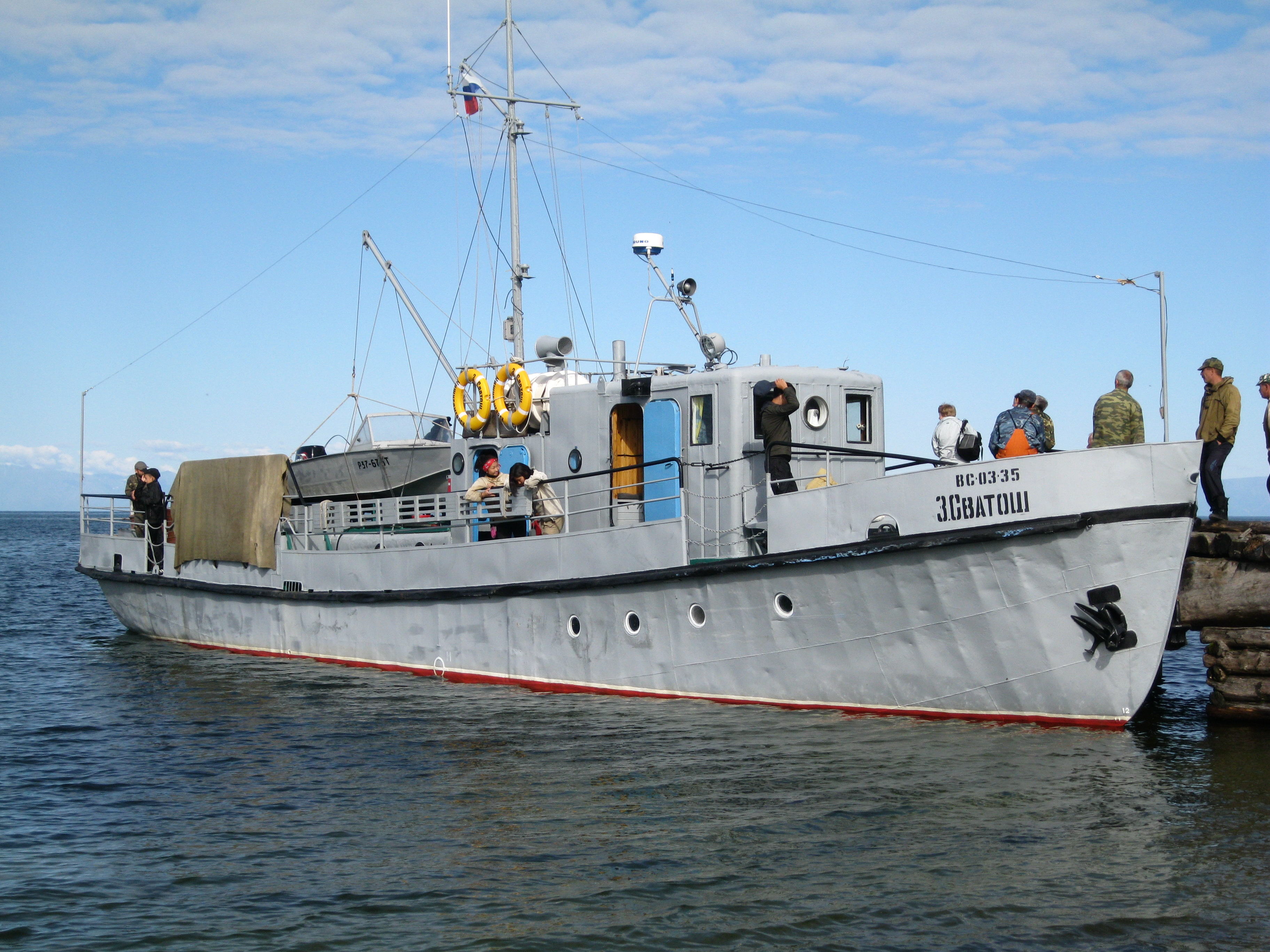
Теплоход «Зенон Сватош»
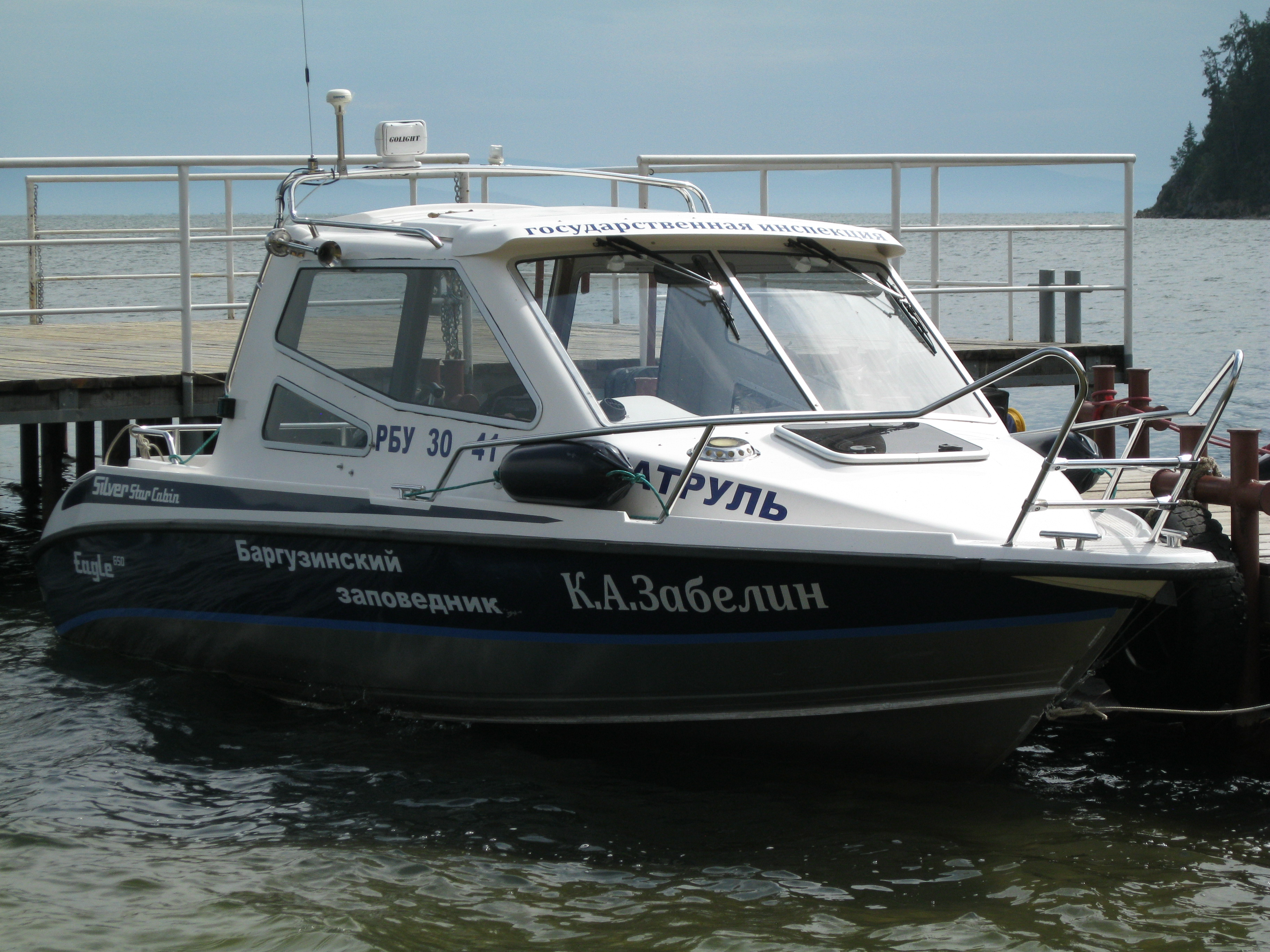
Патрульный катер «Константин Забелин»
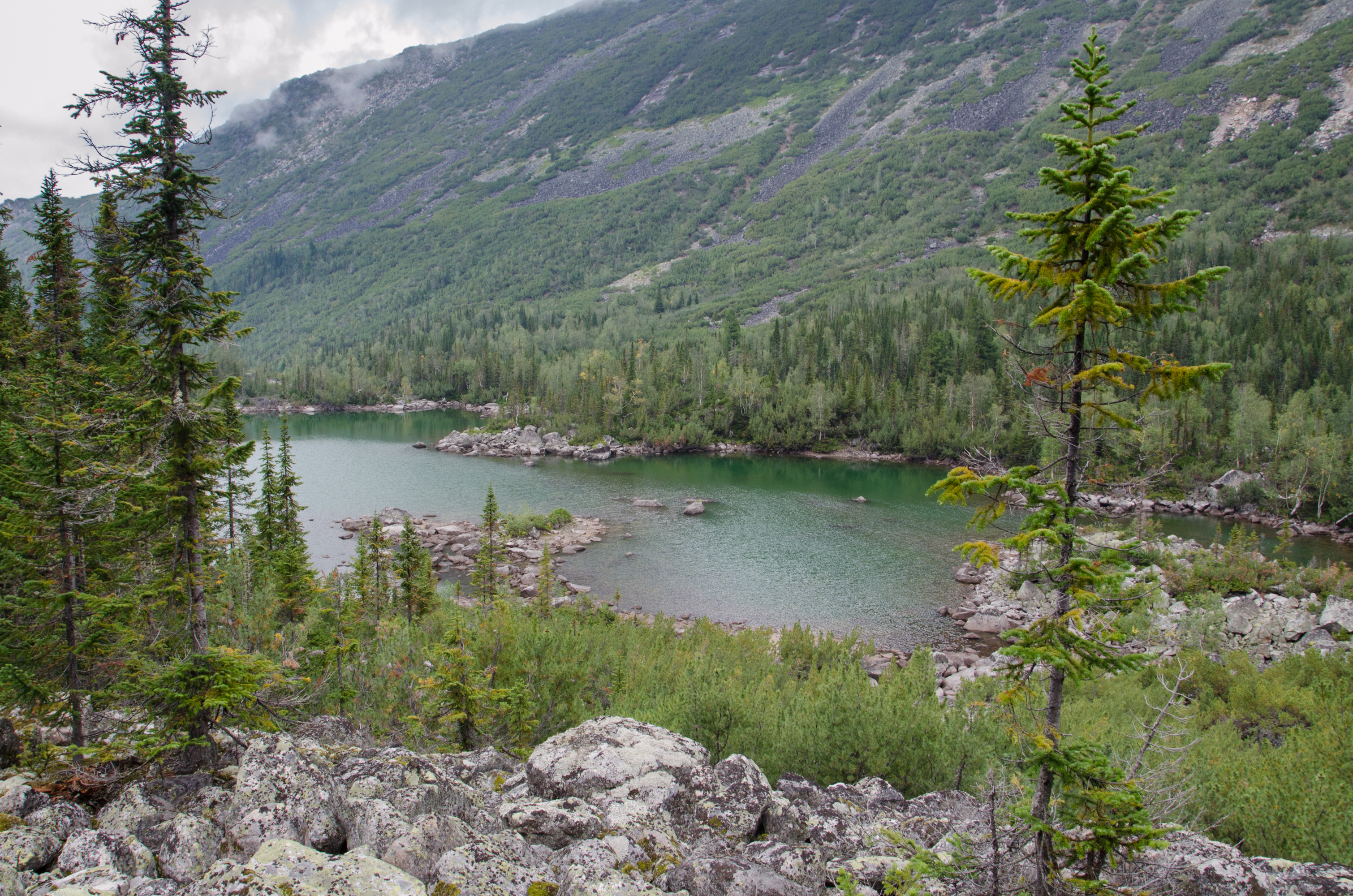
река Давша

## Филателия
К 50-летию Баргузинского заповедника в 1966 году выпущены почтовые марки СССР.

Почтовые марки
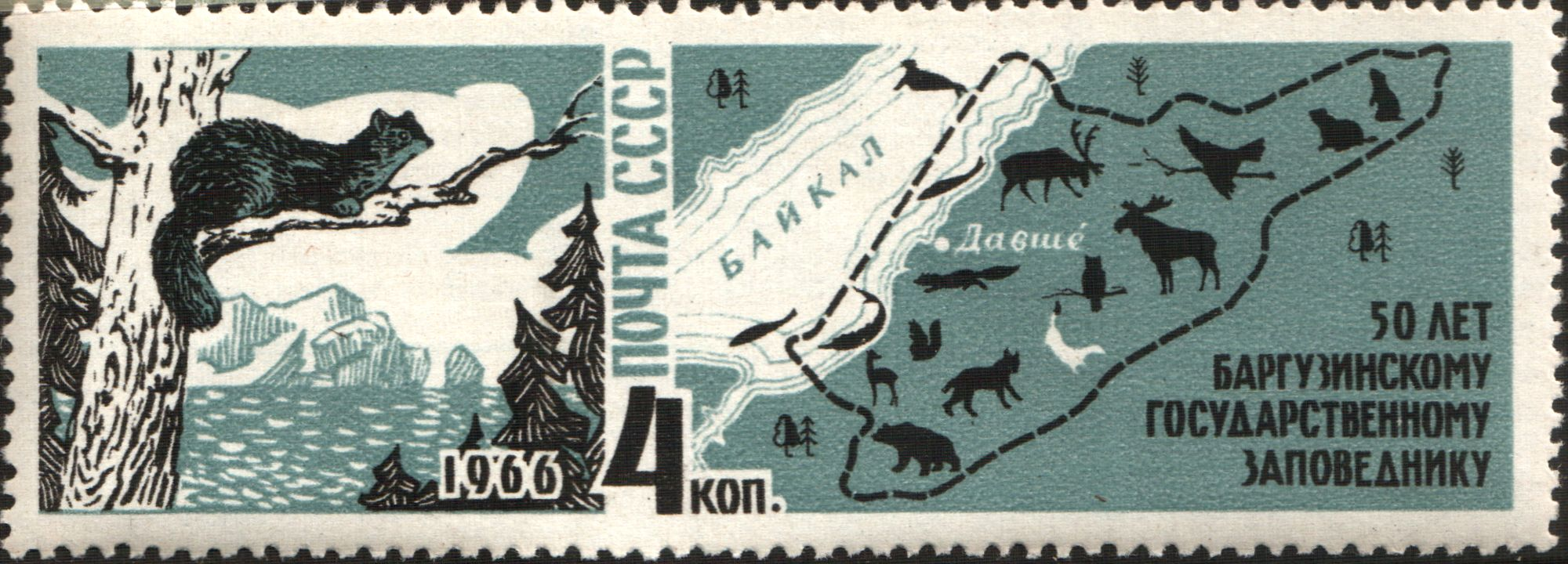
50 лет Баргузинскому заповеднику
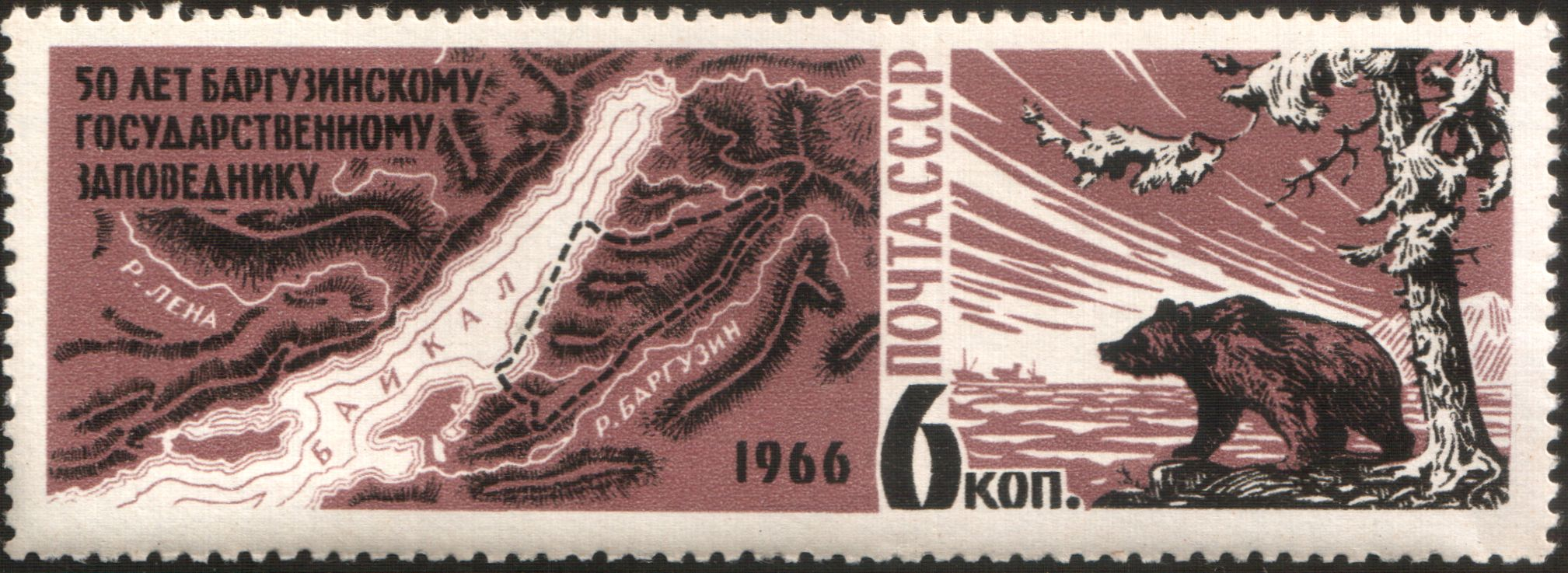
50 лет Баргузинскому заповеднику

## Персоналии
- Забелин, Константин Алексеевич (1885—1934)
- Сватош, Зенон Францевич (1886—1949)
- Черникин, Евгений Михайлович (1928—2009)